# Iwan Hörnquist
Karl Iwan Eliseus Hörnquist, född den 19 april 1920 i Åsele församling, Västerbottens län, död den 17 september 1996 i Solna, var en svensk militär.
Hörnquist avlade officersexamen 1943. Han genomgick infanteriofficersskolan 1946–1947, Krigshögskolan 1957–1959 och Försvarshögskolan 1973. Hörnquist blev fänrik vid Västernorrlands regemente 1943, löjtnant där 1945, kapten där 1954, vid generalstaben 1961, major där 1962, överstelöjtnant där 1965, vid Västerbottens regemente 1965, överste och chef för infanteriets stridsskola 1968 och för Västerbottens regemente 1970. Han var inspektör för infanteriet och kavalleriet 1971–1972 och 1978–1980 samt sektionschef vid arméstaben 1972–1978. Hörnquist blev överste av första graden 1972. Han var chef för svenska specialenheten för katastrofhjälp 1981–1985 och ordförande i Stockholms skytteförbund 1978–1991. Han var ledamot av Krigsvetenskapsakademien. Hörnquist blev riddare av Svärdsorden 1963, kommendör av samma orden 1971 och kommendör av första klassen 1974. Han vilar i minneslunden på Solna kyrkogård.